# Open Font Library
Open Font Library est un site web destiné à l'hébergement de polices de caractères sous licence libre et encourageant leur développement collaboratif, à la manière des logiciels libres.
Il est associé à Open Clip Art Library, site d'hébergement de cliparts libres au format SVG, dont il reprend les principes.
L'initiative lancée en 2006, a permis d'ouvrir un site en 2008, le site a peu évolué, jusqu'à sa présentation au Libre Graphics Meeting de 2011 à Montréal,.
Le site recommande d'utiliser la licence SIL Open Font License, et propose également (entre autres), la Creative Commons Zero license, et l'exception de licence pour les fontes de GPLv3.
Ce site a été développé à l'aide du framework PHP Aiki.